# Protestas en Tailandia de 2020-2021
Las protestas de Tailandia son una serie de protestas contra el gobierno del primer ministro Prayut Chan-o-cha iniciadas en febrero de 2020, que han incluido demandas de reforma de la monarquía tailandesa, sin precedentes en la era contemporánea. Las protestas fueron desencadenadas inicialmente por la disolución del partido político Futuro Hacia Adelante a fines de febrero de 2020. El partido criticó a Prayut y al panorama político del país diseñado por la constitución actual de 2017. Los manifestantes son en su mayoría estudiantes y jóvenes sin un líder general.
Esta primera ola de protestas se llevó a cabo exclusivamente en campus académicos y fue detenida por la pandemia de COVID-19. Las protestas se reanudaron de nuevo el 18 de julio con una gran manifestación organizada bajo el paraguas de la Juventud Libre en el Monumento a la Democracia en Bangkok. Se presentaron tres demandas al Gobierno de Tailandia: la disolución del parlamento, el fin de la intimidación del pueblo y la redacción de una nueva constitución. Las protestas de julio fueron desencadenadas por el impacto de la pandemia COVID-19 y la aplicación del Decreto de Emergencia de cierre y se extendió por todo el país.
El 3 de agosto, dos grupos de estudiantes plantearon públicamente demandas para reformar la monarquía, rompiendo un largo tabú de criticar públicamente a la monarquía. Una semana después, se declararon diez demandas de reforma monárquica. Una manifestación del 19 de septiembre vio entre 20.000 y 100.000 manifestantes y se ha descrito como un desafío abierto al rey Vajiralongkorn. La decisión del gobierno de retrasar la votación de una enmienda constitucional a finales de septiembre alimentó un sentimiento republicano casi sin precedentes. Tras las protestas masivas del 14 de octubre, al día siguiente se declaró en Bangkok un estado de emergencia «severo», citando el presunto bloqueo de una caravana real. Los poderes de emergencia se extendieron a las autoridades además de los que ya les otorgaba el Decreto de Emergencia desde marzo. Las protestas continuaron a pesar de la prohibición, lo que provocó una represión por parte de la policía el 16 de octubre con cañones de agua. Las severas medidas de emergencia se levantaron el 22 de octubre; Está prevista una sesión parlamentaria extraordinaria del 26 al 27 de octubre.

## Antecedentes

### El comportamiento del rey durante lapandemia de COVID-19
El controvertido rey Maha Vajiralongkorn, también llamado Rama X, que entre otras cosas apareció en la cima de un aeropuerto cuando aún era un príncipe, repudió a niños y esposas y es considerado un gastador compulsivo de dinero, tiene, con mucho, la misma aceptación y reputación de su padre, el difunto rey Bhumibol Adulyadej. Sin embargo, su imagen se erosionó aún más cuando, en marzo de 2020, en medio de la pandemia COVID-19, la prensa descubrió que estaba viviendo en Alemania, en un hotel exclusivo, con su harén.
En Tailandia, la monarquía es tabú, porque además de que la realeza se considera divina, cualquier persona que ofenda a alguien en la Casa Real puede ser condenada a prisión por hasta 15 años. "El rey de Tailandia, Rama X, aunque limitado por la constitución a participar en política, es el jefe de estado más rico del mundo y goza de amplias protecciones contra las críticas a través de las estrictas leyes de lèse majesté, que impiden cualquier tipo de expresión contra el monarca", escribió Brasil de Fato el 17 de agosto.

### El gobierno militar
En mayo de 2014, Tailandia vio su duodécimo golpe militar desde la reforma política del monarca en 1932, cuando las Fuerzas Armadas Reales de Tailandia, lideradas por el general Prayuth Chan-ocha, comandante del Ejército Real de Tailandia, derrocaron al primer ministro Niwatthamrong Boonsongpaisan. Se creó un Consejo Nacional para el Mantenimiento de la Paz y el Orden (NCPO) que, además de revocar parcialmente la constitución, declaró la ley marcial y el toque de queda en todo el país, prohibió las reuniones políticas, arrestó a políticos y militantes antigolpistas, impuso censura en Internet y se hizo con el control de los medios.
Semanas después, Prayuth anunció elecciones para octubre de 2015, sin embargo, las elecciones y el restablecimiento de la democracia se fueron extendiendo año tras año. En marzo de 2019, el país votó por la primera después del golpe militar de 2014. El corresponsal de BBC News en Bangkok, Nick Beake, dijo en ese momento que "esta elección básicamente se reduce a una simple elección: quieres que los militares permanezcan en el poder".

## Protestas
Las protestas han sido lideradas mayoritariamente por estudiantes, que gritan consignas como "debajo de la dictadura" y "el país es del pueblo". El 16 de agosto, un domingo, unas 10.000 personas protestaron en Bangkok, la mayor manifestación desde las protestas de 2013 en Tailandia. "Queremos una nueva elección y un nuevo parlamento para el pueblo. Nuestro sueño es tener una monarquía que realmente esté sujeta a la constitución", dijo la activista estudiantil Patsalawalee Tanakitwiboonpon durante el discurso ante la multitud.
El 14 de octubre, durante las LOceremonias por la muerte del rey Bhumibol, los manifestantes se enfrentaron directamente a una procesión en la que siguieron el rey, la reina y el príncipe heredero. En las calles, al pasar la familia real, la gente gritaba consignas antimonárquicas, además, según Voice of America, agitar "con tres dedos, símbolo de desafío sacado de los libros y de la trilogía de Los Juegos del Hambre". The Commander of the Metropolitan Police reported at least 100 people were arrested. El enfrentamiento fue considerado "inédito" por la revista española Vanitatis, que tiene una sección dedicada únicamente a las Casas Reales, en la historia reciente del país, ya que también se enfrentó directamente a la ley de lesa majestad. Los protestantes luego marcharon hacia la dirección del jefe del jefe del Gobierno Militar, donde finalmente fueron dispersados por las fuerzas policiales.
El 26 de octubre, los manifestantes marcharon hacia la Embajada de Alemania en Bangkok, pidiendo al gobierno alemán que investigara las actividades del Rey en Alemania, si tenía poderes ejerciendo desde suelo alemán. El 1 de noviembre, una estimación de más de 10.000 monárquicos de camisa amarilla demostraron su apoyo al rey en el Gran Palacio, donde había participado en una ceremonia religiosa en el Templo del Buda de Esmeralda. El 2 de noviembre, un desconocido arrojó un petardo en una manifestación de protesta en Bangkok.
El 3 de noviembre, se llevó a cabo una manifestación en el Ministerio de Economía y Sociedad Digitales para protestar contra un bloqueo del sitio web de Pornhub. Algunos internautas cuestionaron si la prohibición se debía a que el sitio albergaba material comprometedor de la familia real, incluido el rey. El 7 de noviembre en Bangkok, más de 1.000 miembros de la comunidad LGBT y manifestantes antigubernamentales se reunieron en un Desfile del Orgullo para solicitar la igualdad de derechos junto con otras demandas.
El 8 de noviembre, aproximadamente entre 7.000 y 10.000 manifestantes marcharon desde el Monumento a la Democracia hasta el Gran Palacio para entregar sus cartas al Rey. Los manifestantes insistieron en que su exigencia de reformar la monarquía ya es el mejor compromiso que pueden ofrecer. Antes de la manifestación, se habían desplegado más de 9.000 agentes de policía. La reunión fue en gran parte pacífica, pero la policía empleó cañones de agua por segunda vez durante los meses de protestas. Aunque breve, el incidente provocó cinco heridos, entre ellos un policía, según el centro médico de urgencias de la capital. Las cartas de los manifestantes se dejaron afuera para que las recogiera la Oficina de la Casa Real. Posteriormente, las autoridades publicaron una foto de un manifestante arrojando "lo que parecía ser un objeto de fuego" a la policía, en un intento de pintar el movimiento como violento, pero el manifestante dijo que era una bomba de humo.
El 9 de noviembre, un manifestante agredió a un expatriado ruso en Pattaya y lo acusó de llamar "basura" a los manifestantes. El 10 de noviembre, Prayut instó a la calma a "todos los lados" y declaró que el gobierno no estaba "tomando partido". Muchos activistas a favor de la democracia habían sido arrestados mientras participaban en protestas, pero no se conocía que se hubieran realizado arrestos durante las manifestaciones realistas.
El 14 de noviembre, alrededor de 20 grupos de protesta que van desde la escuela secundaria, los derechos de las mujeres a activistas LGBTQ en un evento llamado "Mob Fest". Un hecho resultó en que se cubriera el Monumento a la Democracia con tela y en un pequeño enfrentamiento con la policía que resultó en una lesión en la pierna de un oficial.
El 17 de noviembre, el Senado y la Cámara de Representantes iniciaron una sesión conjunta de dos días para considerar cambios a la constitución. Ese día, al menos 55 personas resultaron heridas cuando los manifestantes cerca del Parlamento se enfrentaron con la policía y los realistas de camisa amarilla. La policía disparó gases lacrimógenos y cañones de agua contra la multitud. Seis personas sufrieron heridas de bala. Un partidario pro-monarquía en el lugar de la manifestación fue arrestado por posesión de una pistola y municiones, que dijo que era solo para defensa propia. En el segundo día de la sesión del parlamento, los legisladores rechazaron cinco de las siete propuestas para enmendar la constitución, incluida la propuesta por Internet Law Reform Dialogue, o iLaw, que fue la más preferida por los manifestantes.
El 18 de noviembre, indignados por el rechazo del proyecto de ley constitucional propuesto por el pueblo y el uso de la fuerza el día anterior, miles de manifestantes se reunieron en la sede de la Real Policía de Tailandia y arrojaron pintura y realizaron grafitis en la zona. El 19 de noviembre, agentes de policía y voluntarios progubernamentales se apresuraron a limpiarlo, lo que mereció el agradecimiento de Prayut.
El 25 de noviembre, más de 10.000 manifestantes se reunieron en la sede del Siam Commercial Bank (SCB) en el norte de Bangkok, en el que King es el mayor accionista con una participación del 23,4 por ciento valorada en más de 2.300 millones de dólares. Los organizadores de la protesta originalmente planearon reunirse en el Monumento a la Democracia y luego marchar hacia el CPB en el corazón administrativo de la capital para exigir una investigación sobre la riqueza y los gastos del rey. La policía había atrincherado fuertemente el área de CPB con contenedores de envío, barricadas de hormigón y un capullo de alambre de púas. Se advirtió a los manifestantes que no se acercaran a menos de 150 metros (490 pies) del recinto. El día anterior, las autoridades tailandesas ordenaron a 12 líderes de la protesta que se entregaran el 1 de diciembre y enfrentaran cargos que incluyen lesa majestad. Un conocido erudito realista tailandés, Sulak Sivaraksa, condenó el uso de la ley de lesa majestad por parte de Prayut en contra de los deseos del Rey y pidió la destitución del primer ministro. Al menos dos manifestantes resultaron heridos en una explosión y un tiroteo hasta altas horas de la noche, y se efectuaron cuatro o cinco tiros. La policía culpó a la rivalidad en el propio grupo de estudiantes de formación profesional.
El 27 de noviembre, unos 5.000 manifestantes se unieron a un simulacro antigolpista en la intersección Lat Phrao, en el norte de Bangkok. Llevaban figuras inflables de Papá Noel y patitos de goma de color amarillo brillante, que se han convertido en un símbolo de la protesta. También levantan el saludo de tres dedos contra una muñeca alienígena inflable. La policía advirtió que no se manifestara. El líder de la protesta Panupong "Mike Rayong" Jadnok instó a las personas a estacionar sus vehículos en las intersecciones clave de Bangkok en caso de un golpe, para dificultar que las fuerzas armadas desplieguen sus armas.
El 29 de noviembre, miles de manifestantes marcharon el domingo a un cuartel que pertenecía a la guardia real de Tailandia en Bangkok, exigiendo al rey que renunciara al control de algunos regimientos del ejército. Llevaron patos inflables y marcharon hacia el 11 ° Regimiento de Infantería, una de las dos unidades del ejército que el rey puso bajo su mando directo en 2019.Los manifestantes luego salpicaron pintura roja en el suelo frente a los oficiales, haciendo referencia a la letal represión del ejército contra el gobierno Manifestantes redshirt en 2010. La base del ejército fue atrincherada con autobuses, que fueron retirados por los manifestantes, así como lazos de alambre de púas. La policía antidisturbios llevaba máscaras antigás y cascos, bloqueó a los manifestantes en la puerta.
El 2 de diciembre, el Tribunal Constitucional falló a favor de Prayut en un caso de conflicto de intereses por su uso de viviendas militares. El exjefe del ejército había estado viviendo en una residencia militar después de retirarse del ejército en 2014, meses después de liderar el golpe sobre el gobierno electo. El fallo permitió a Pruyut permanecer en el poder. Miles de manifestantes se reunieron en la intersección de Lat Phrao para protestar por el veredicto.
El 10 de diciembre, activistas por la democracia se manifestaron en la oficina de la ONU en Bangkok, sosteniendo una pancarta que decía "Derogar la Ley de Lese Majeste". Los representantes fueron admitidos en el edificio para entregar una carta, solicitando a la ONU que presione al gobierno tailandés para que derogue las leyes de Lèse-majesté que, según dicen, se están utilizando para reprimir su movimiento. Cientos de manifestantes también se manifestaron en el Monumento conmemorativo del 14 de octubre de 1973 que conmemora las vidas de los partidarios de la democracia perdidos durante una masacre militar en 1973, levantaron el saludo de tres dedos y gritaron "Abolir 112", en referencia al código penal de Lèse- majesté ley. Antes de la manifestación, los líderes de la protesta celebraron una conferencia de prensa en el Monumento conmemorativo del 14 de octubre de 1973. "Nos unimos para exigir la abolición de esta disposición legal", dijo un líder de la protesta, leyendo una declaración preparada sobre lese-majeste en inglés.

## Reacciones
A pedido del gobierno, el 25 de agosto Facebook bloqueó un grupo que criticaba a la monarquía y tenía más de 1 millón de miembros. El día 26, el primer ministro del país, el militar Prayuth Chan-och, dijo que si las manifestaciones no paraban, el país colapsaría. "Todos estarán en tierra ardiente, envueltos en llamas", dijo.
Amnistía Internacional, tras enterarse del bloqueo de Facebook, repudió públicamente la censura y se pronunció a través de Rasha Abdul-Rahim, codirector del programa Amnistía Tech: "una vez más Facebook está cediendo a los caprichos de gobiernos represivos (...), sentando otro precedente peligroso para la libertad de expresión en línea".
El periódico Thaiger informó el 26 de agosto que cinco (05) estudiantes tenían órdenes de arresto y que dos de ellos, Tattep Ruangprapaikitseree y Panumas Singprom, ya habían sido arrestados por ayudar a organizar las manifestaciones antigubernamentales del 18 de julio.

### Estado de emergencia
Ya el 14 de octubre, cuando los protestantes se enfrentaron directamente al rey y la ley de lesa majestad y luego marcharon por la noche, hacia la oficina del jefe del Gobierno Militar, las fuerzas militares intervinieron, dispersando a los manifestantes. Cerca de 20 personas fueron arrestadas, incluidos los líderes de las protestas Arnon Nampha y Parit "Penguin" Chiwarak, y el primer ministro, el general Chan-och, declaró el estado de emergencia.
El estado de emergencia se levantó el 22 de octubre, cuando Chan-och anunció que las protestas habían disminuido. Sin embargo, la BBC escribió que después del decreto los manifiestos habían aumentado y que el estado había sido suspendido después de que los protestantes le hubieran dado a Chan tres días, el 21, para que Chan renunciara o enfrentara manifiestos aún mayores. El general luego suspendió el estado de emergencia y pidió a los manifestantes a cambio que detuvieran su "discurso de odio y división".